# Hallett Peninsula
Hallett Peninsula är en udde i Antarktis. Den ligger i Östantarktis. Nya Zeeland gör anspråk på området.
Terrängen inåt land är bergig österut, men västerut är den kuperad. Havet är nära Hallett Peninsula österut.  Trakten är obefolkad. Det finns inga samhällen i närheten. 